# کائتانو ولوزو
کائتانو امانوئل ویانا تِلیس ولوزو (پرتغالی: Caetano Emanuel Viana Telles Veloso؛ ‏ تلفظ پرتغالی:[kaeˈtɐ̃nu emanuˈɛw viˈɐ̃nɐ ˈtɛlis veˈlozu]؛ زادهٔ ۷ اوت ۱۹۴۲) خواننده، ترانه‌سرا، موسیقی‌دان، نوازندهٔ گیتار، نویسنده و فعالِ سیاسی اهل برزیل است. وی از سال ۱۹۶۷ میلادی تاکنون مشغول فعالیت بوده‌است.
وی از فعالان مشهور جنبش ادبی-هنری «تروپیکالیا» در دهه ۶۰ میلادی و در دوران «دیکتاتوری نظامیان در برزیل» بود و همچنان، در عرصه موسیقی برزیل نقش‌آفرین است. کائتانو تاکنون ۱ مرتبه برندهٔ جایزه گرمی لاتین و ۲ مرتبه برندهٔ جایزه گرمی شده‌است.
«آکادمی موسیقی لاتین» او را در سال ۲۰۱۲ میلادی، به عنوانِ «شخصیت هنری سال» برگزید. از فیلم‌ها یا برنامه‌های تلویزیونی که وی در آن نقش داشته‌است می‌توان به با او حرف بزن اشاره کرد.